# Ivan Vyhovský
Ivan Vyhovský (ukrajinsky Іван Виговський, Ivan Vyhovskyj, polsky: Iwan Wyhowski / Jan Wyhowski; po roce 1600 Vyhov u Korosteně – 1664 Korsuň-Ševčenkivskyj) byl hejtmanem záporožských kozáků během tří let (1657–1659) rusko-polské války (1654–1667) . Byl nástupcem slavného hejtmana a vůdce povstalců Bohdana Chmelnického, jenže jako hejtman byl naopak znám svojí orientací na Polsko, která nakonec vedla k jeho porážce pro-ruskou kozáckou frakcí.

## Původ a rodina
Vyhovsky se narodil na rodinném sídle Vyhov, nedaleko Korostenu v Kyjevském vojvodství Polsko-litevské unie. Byl synem pravoslavného šlechtice Ostapa Vyhovského, zástupce velitele kyjevské pevnosti vojvody Adama Kisiela. Možná se také narodil v jiném rodinném sídle, Hoholivě nedaleko Poltavy. Ostap Vyhovský měl tři další syny a dceru (všichni byli po pádu Ivana Vyhovského vyhnáni na Sibiř).

## Vzdělání
Ivan Vyhovský studoval v semináři Kyjevského bratrstva a vynikal v jazycích (především ukrajinštině, polštině, latině a ruštině) a také v kaligrafii. Později byl hlavním finančním podporovatelem semináře.

## Vojenská služba

rodinný erb Vyhovských

Během služby v polské armádě byl zajat Chmelnického kozáky v bitvě u Żółte Wody v květnu 1648. Díky svému vzdělání a zkušenostem byl propuštěn a stal se generálním tajemníkem neboli kancléřem (heneralny pysar) kozáků a jedním z Chmelnického nejbližších poradců.
Po smrti Chmelnického byl zvolen hejtmanem. Snažil se najít protiváhu k všudypřítomnému ruskému vlivu na Ukrajině po Perejaslavské dohodě z roku 1654. Zatímco kozácká elita a církevní úřady podporovaly jeho orientaci na Polsko, obyčejní kozáci zůstali vůči Polákům podezřívaví a nepřátelští, protože je dlouho nutili k nevolnictví. Nakonec část kozáků, vedená Jakivem Barabašem, navrhla nového hejtmanského kandidáta Martyna Puškara, plukovníka poltavských kozáků. Vzpoura proti hejtmanovi sílila a vyvrcholila v červnu 1658, když se Vyhovského loajální kozáci střetli s proruskými kozáky. Vyhovský zvítězil, Puškar byl zabit a Barabaš uprchl (později však byl zajat a popraven). Tento bratrovražedný boj však měl za následek asi 50 000 mrtvých.

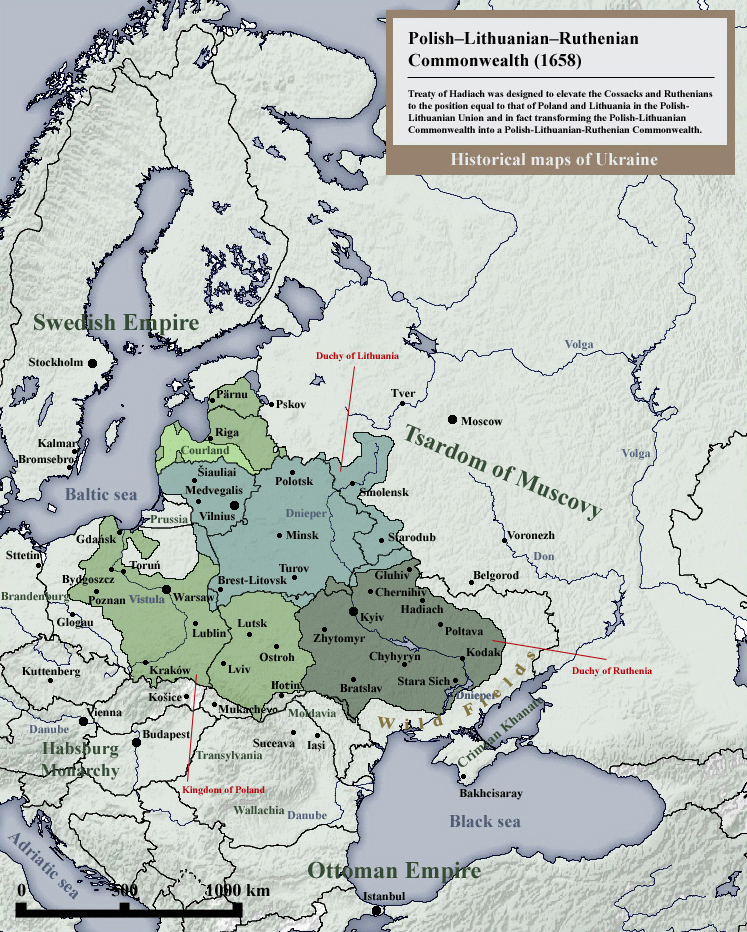
Polsko-litevsko-rusínská unie neboli Společenství tří národů (1658)

Po upevnění moci na Ukrajině se Vyhovský pokusil dosáhnout přijatelné dohody s Poláky. Povzbuzen svým přítelem šlechticem Jurijem Nemyryčem zahájil jednání s polskou vládou, které vyústilo v Haďačskou smlouvu, podepsanou 16. září 1658. Podle této smlouvy by se Ukrajina jako Ruské velkovévodství stala třetí autonomní součástí Polsko-litevské unie. Byla by tak pod svrchovaností polského krále, ale měla vlastní armádu, soudní systém a státní pokladnu. Navíc, pravoslavní věřící by měli dostat stejná práva jako katolíci. Takto podepsaná smlouva by zajistila kozáckou autonomii a důstojnost v míře, jakou po staletí nepoznali.
Haďačská smlouva však nebyla nikdy uvedena do života. Po jejím podpisu vtrhla na Ukrajinu ohromná ruská armáda, vedená moskevským bojarem Alexejem Trubeckým, podle některých zdrojů až 150 000 vojáků. Asi 100 000 z nich bylo zaneprázdněno obléháním Konotopu), zbytek pobili Tataři, když se pokoušel pronásledovat Vyhovského kozáky, takže zahynulo asi 20 000–30 000 Rusů. Vyhovský vedl proti Rusům 60 000 kozáků a na pomoc mu přišlo 40 000 Poláků a Tatarů. U Konotopu byli Rusové drtivě poraženi. Vyhovsky však nedokázal toto vítězství zúročit, protože ruské posádky v kozáckých městech se i nadále držely a Tataři byli nuceni vrátit se na Krym, protože byl napaden nezávislými kozáky. Navíc mezi kozáky znovu vypuklo pro-ruské povstání vedené Ivanem Bohunem. V roce 1659 se kvůli druhému povstání proti jeho vládě a nezvládnutelné situaci na Ukrajině Vyhovský vzdal úřadu hejtmana a odešel do Polska. V roce 1660 byl jmenován vojvodou kyjevským a tento úřad držel až do své smrti v roce 1664. Kyjev sám byl v této době v držení ruských jednotek, poté, co se vojvodům Vasilovi Šeremetěvovi a Jurijovi Barjatinskému podařilo odrazit dva Vyhovského a jeden polský útok na město.
Jeho služba polsko-litevské unii a ochotné vzdání se moci ho však neochránila. V roce 1664 ho jiný kozácký hejtman Pavlo Teteria, který ho považoval za možného rivala, obvinil z velezrady (kvůli usmíření s Ruskem a ruskými stoupenci mezi kozáky) před polskými úřady. Vyhovský byl proto obviněn ze zrady, zatčen a popraven bez soudu polským velitelem Sebastianem Machowským, čímž se stal další obětí bratrovražedných bojů o moc, které ničily Ukrajinu ve druhé polovině 17. století.

## Ivan Vyhovský v umění
- Natan Rybak: Perejeslavská rada (1949, Переяславская рада), historický román, česky Svět Sovětů, Praha 1954
- Natan Rybak: Po perejaslavské radě: Smrt železného hejtmana (1958, После Переяславской рады: Смерть железного гетмана), historický román, česky Svět Sovětů, Praha 1958